# 953

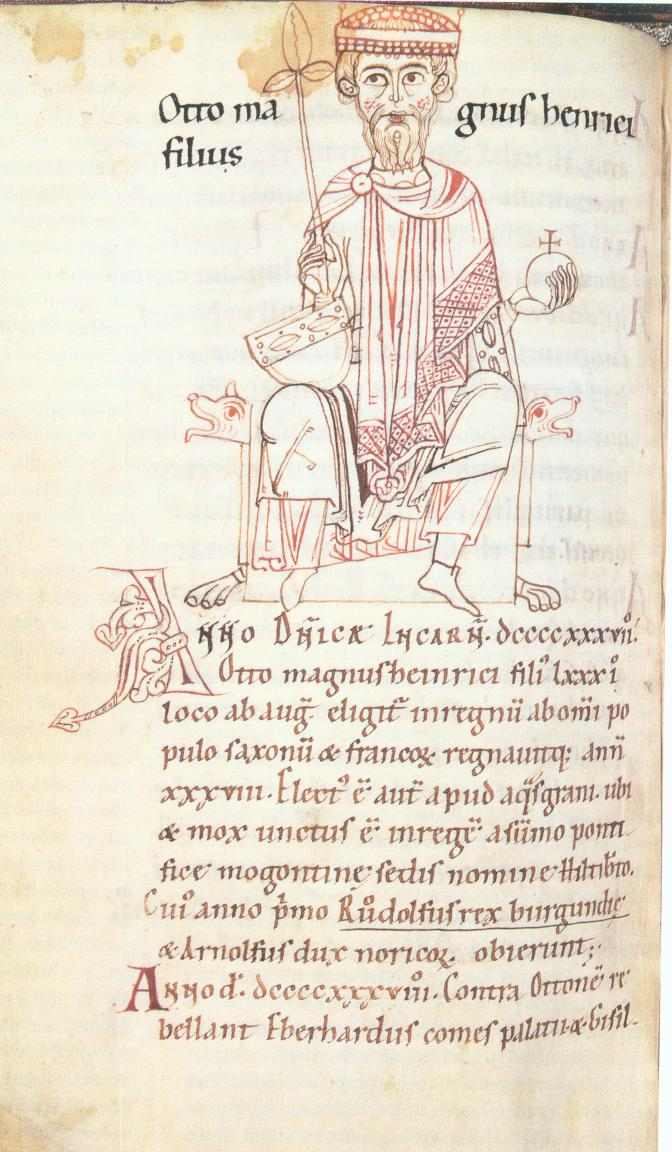
Koning Otto I ("de Grote") volgens een afbeelding van de "Kaiserchronik" (Cambridge University Press)

Het jaar 953 is het 53e jaar in de 10e eeuw volgens de christelijke jaartelling.

## Gebeurtenissen

### Europa
- Zomer - Liudolf, hertog van Zwaben, en zijn zwager Koenraad de Rode komen in opstand tegen koning Otto I ("de Grote"). Otto en zijn leger slagen er niet in de opstandige steden Mainz en Augsburg te veroveren. Op de Rijksdag in Arnstadt worden Liudolf en Koenraad ontdaan van hun titels en worden ze bij verstek vogelvrij verklaart. Otto's broer Bruno de Grote, aartsbisschop van Keulen, herstelt het koninklijke gezag in Lotharingen.[1]
- Winter - Herman Billung wordt de plaatsvervanger van Otto I ("de Grote") in Saksen, een titel die de facto gelijkstaat aan een hertogdom. Hij onderdrukt een opstand van zijn neef Egbert Eenoog, die zich verbonden heeft met Liudolf en Koenraad de Rode. Magyaarse invallen in Zuid-Duitsland dwingen de Duitse edelen zich te herenigen.[2]

### Religie
- Eerste schriftelijke vermeldingen van Ankeveen, Eck, Göttingen en Loenen aan de Vecht.

## Geboren
- Ælfheah, aartsbisshop van Canterbury (overleden 1012)
- Bermudo II ("de Jichtige"), koning van León (overleden 999)
- Karel, hertog van Neder-Lotharingen (overleden 992)

## Overleden
- 9 juli - Wigfried (52), aartsbisschop van Keulen (r. 924 - 953)
- 18 november - Liutgard van Saksen (22), Duits prinses
- Drahomíra, Slavisch prinses en regentes van Bohemen